# Ацетиленид серебра

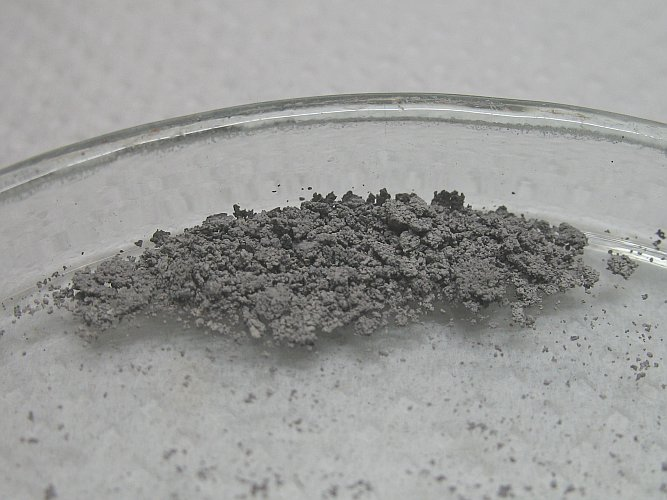
Ацетиленид серебра

Ацетиленид серебра — очень неустойчивое кристаллическое взрывчатое вещество. Разлагается с образованием простых веществ.

## Внешний вид
Серые кристаллы, внешне напоминающие тонко измельчённый металлический порошок.

## Получение
Получают пропусканием ацетилена через аммиачный раствор оксида серебра.
Ацетилен получают действием воды на карбид кальция. Атомы водорода в молекуле ацетилена обладают большой подвижностью, поэтому они легко могут быть замещены металлами. Через аммиачный раствор оксида серебра пропускается ацетилен. Выпадает осадок серого цвета — ацетиленид серебра.
{\displaystyle {\mathsf {HC\equiv CH+2[Ag(NH_{3})_{2}]OH\longrightarrow AgC\equiv CAg\!\downarrow +\ 4NH_{3}\!\uparrow +\ 2H_{2}O}}}
Высушенный ацетиленид серебра — очень опасное взрывчатое вещество. Его уничтожают обработкой концентрированной соляной кислотой, реже сульфидом аммония:
{\displaystyle {\mathsf {AgC\equiv CAg+2HCl\longrightarrow HC\equiv CH\!\uparrow +\ 2AgCl\!\downarrow }}}
{\displaystyle {\mathsf {AgC\equiv CAg+(NH_{4})_{2}S\longrightarrow HC\equiv CH\!\uparrow +\ Ag_{2}S\!\downarrow +\ 2NH_{3}\!\uparrow }}}

## Безопасность
Очень опасен. Взрывается при механических воздействиях и при слабом нагревании, даже от тлеющей лучины. Необходимо получать только небольшие количества ацетиленида серебра.

## Применение
Применяется во взрывчатых веществах, в детонаторах.